# Lepanthes lymphosa
Lepanthes lymphosa là một loài thực vật có hoa trong họ Lan. Loài này được Luer & Hermans mô tả khoa học đầu tiên năm 1997.